# 盧押
盧押（英語：Charles Camac Luard；1867年9月14日—1947年6月28日），英國軍人，曾任香港總督金文泰掌政時的駐南中國英軍總司令兼駐港英軍司令（1925至1929年）。
位於灣仔的盧押道（Luard Road）就是因他而名，並非以紀念第十四任香港總督盧吉（Lord F. Lugard）命名。